# Station Betws-y-Coed
Betws-y-Coed is een spoorwegstation van National Rail in de plaats Betws-y-Coed, Conwy in Wales. Het station is eigendom van Network Rail en wordt beheerd door Transport for Wales. 
Het station ligt aan de Conwy Valley Line.

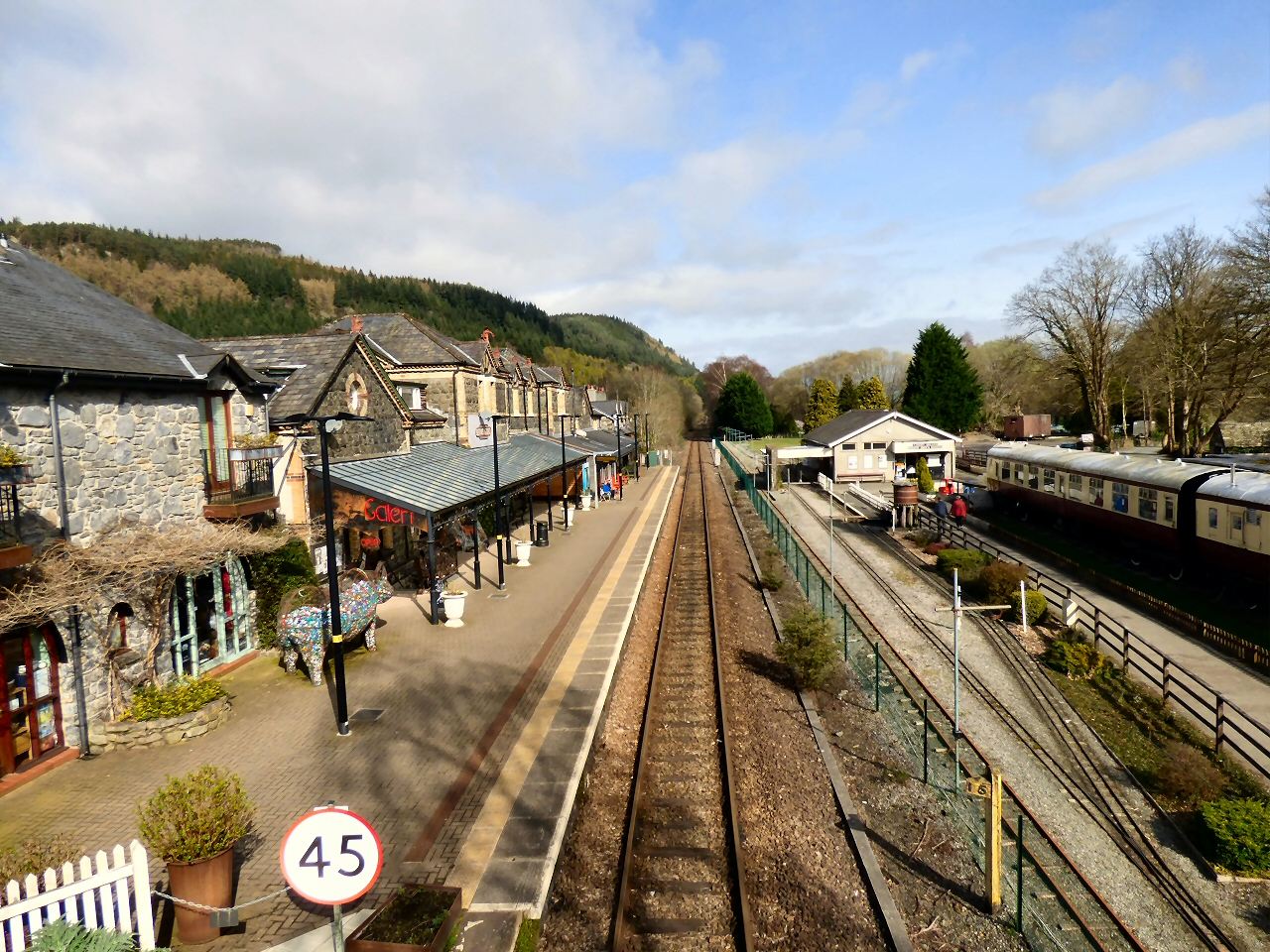
Overzicht, 2019